# Mohamed Benkablia
Mohamed Benkablia (Orano, 2 febbraio 1993) è un calciatore algerino, centrocampista dell'USM Alger.

## Carriera

### Club
Ha sempre giocato nel campionato algerino.

### Nazionale
È stato convocato per le Olimpiadi del 2016 dove ha disputato tutte e tre le partite della fase a gironi e ha segnato un gol, contro il Portogallo.